# Суклём (Упоровский район)
Суклём — деревня в Упоровском районе Тюменской области России. Входит в состав Крашенининского сельского поселения.

## География
Деревня находится на юго-западе Тюменской области, в пределах юго-западной части Западно-Сибирской низменности, в лесостепной зоне.Расположена на правом берегу реки Емуртла. Расстояние до села Крашенинино 6 км, районного центра села Упорово 40 км (через Горюново), города Заводоуковска 35 км (через Горюново), города Тюмени 136 км (черезГорюново). ).

### Климат
Климат континентальный с холодной продолжительной зимой и тёплым относительно коротким летом. Средняя температура воздуха самого холодного месяца (января) — −18,7 °C (абсолютный минимум — −47,3 °C); самого тёплого месяца (июля) — 18 °C (абсолютный максимум — 38,4 °С). Безморозный период длится в среднем 111 дней. Среднегодовое количество атмосферных осадков составляет 181—469 мм, из которых 70 % выпадает в тёплый период. Продолжительность залегания снежного покрова составляет в среднем 164 дня.

### Часовой пояс
Деревня Суклём, как и вся Тюменская область, находится в часовой зоне МСК+2. Смещение применяемого времени относительно UTC составляет +5:00.

## История
В дозорной книге деревень и пашен и покосов по Тобольскому уезду 1623 года упоминается речка Суклёмка (левый приток реки Тобол), на ней располагались деревни служилых людей. В переписи Поскочина 1683 года  упоминаются деревня Суклемская и юрты Суклемские на речке Суклёмка близ города Тобольска.  Во второй половине 19 века на речке Суклёмка располагались деревни: Ермакова, Коновалова, Моисеева (Мосеева), Нефедьева, Суклем (18 км от г. Тобольска) и др. Из этих деревень пришли переселенцы в Пятковскую волость и основали деревню Суклём. Впервые упоминается в 1848 году на плане Пятковской волости.
- С 1848 года деревня входила в состав Пятковской волости Ялуторовского уезда.[3]
- В 1919 году образован Суклёмский сельский совет в Пятковской волости, с 1924 года   составе Пантелеевского сельсовета, с 14 мая 1963 года в составе Крашенининского сельского поселения.[3][8]
- Деревня Суклём относилась к приходу Ильинской церкви села Большаковского.[9]
- В 1912 году в деревни были: хлебозапасной магазин, 3 торговых лавки, 2 водяных мельницы, маслодельня, кузница, пожарная охрана; в советское время: начальная школа, ферма, зерносклад.[10]
- Деревня признана неперспективной и постепенно умирает.
- На левом берегу реки Емуртла в лесном массиве в 3 км южнее деревни Суклём располагался Суклёмский Свято-Троицкий монастырь

## Население
| 1897 | 1926 | 1989. | 2002 | 2010 | 2021 |
| 409  | 512  | 59    | 45   | 32   | 15   |

| 2010 |
| ---- |
| 32   |

## Инфраструктура
В деревне Суклём 1 улица - Луговая.

## Галерея

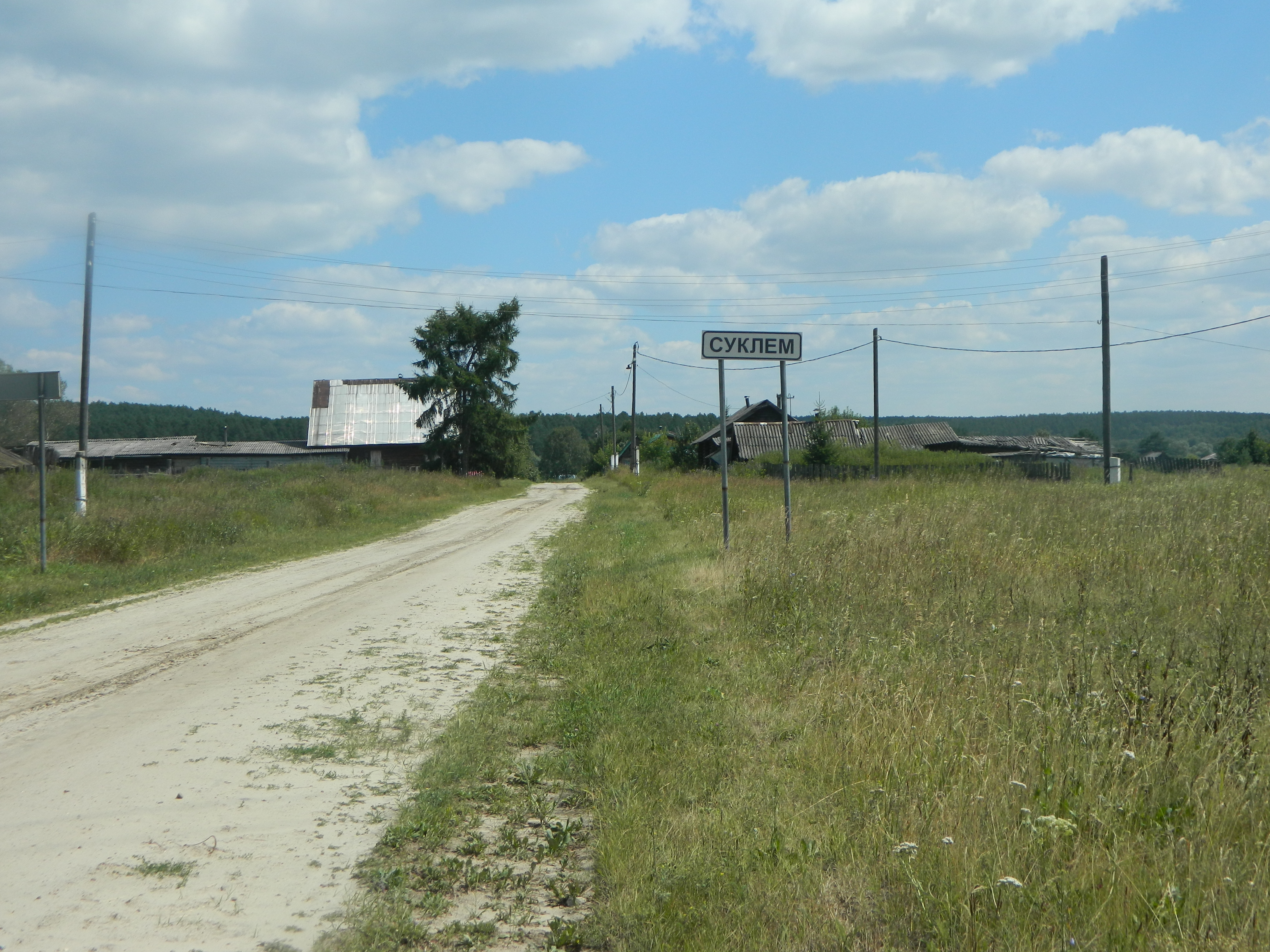
Въезд в деревню Суклём
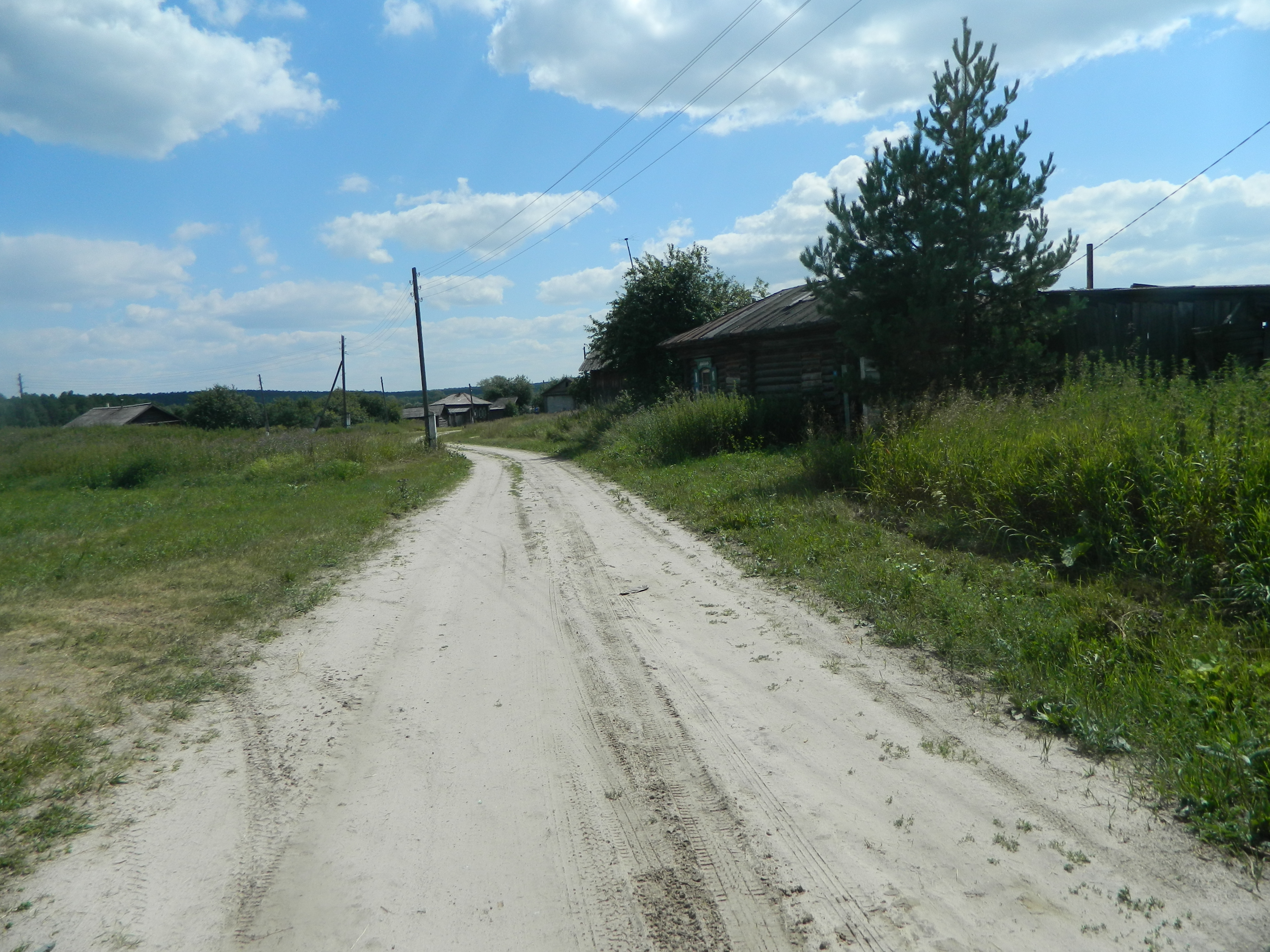
Деревня Суклём
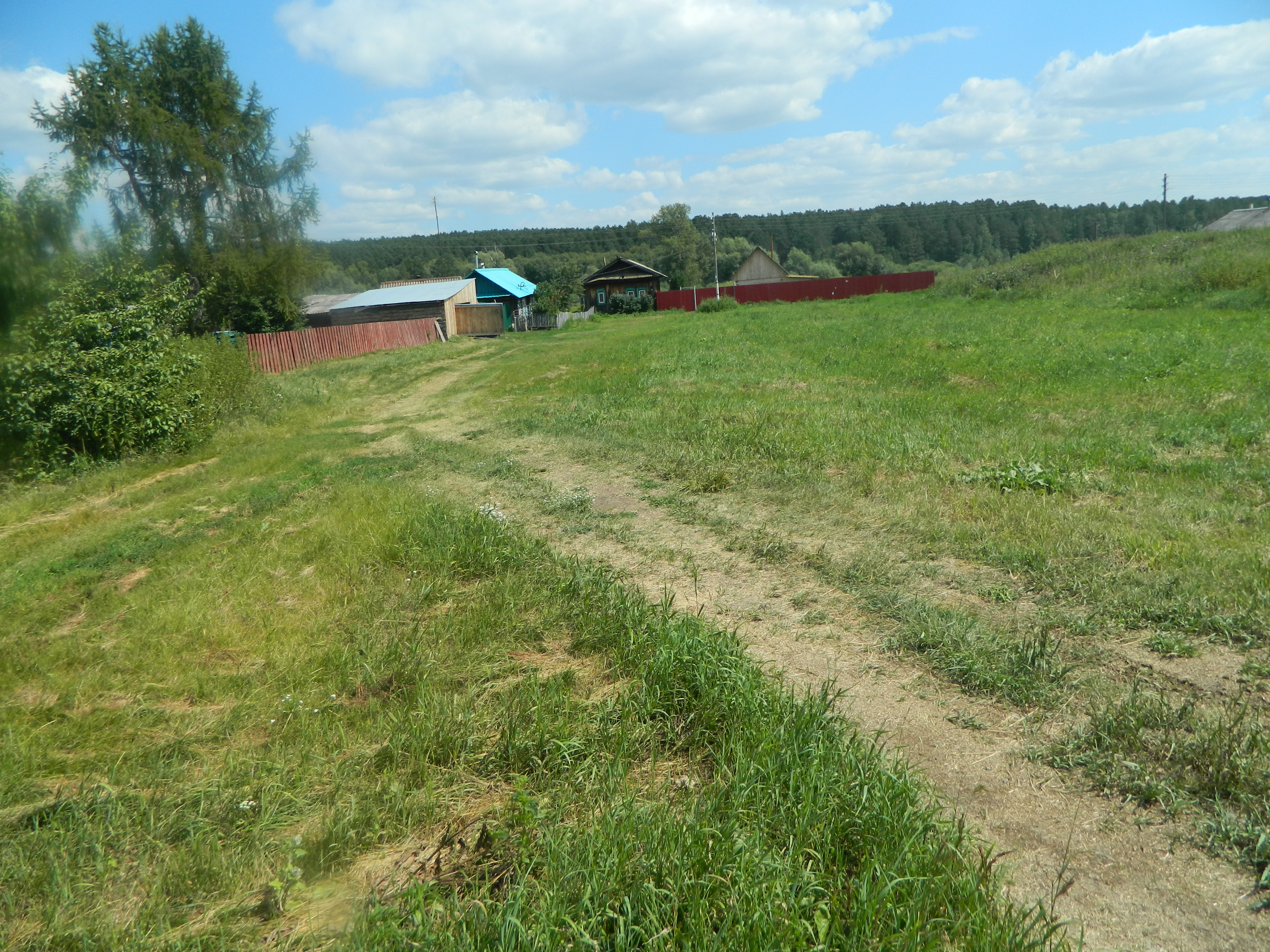
Деревня Суклём
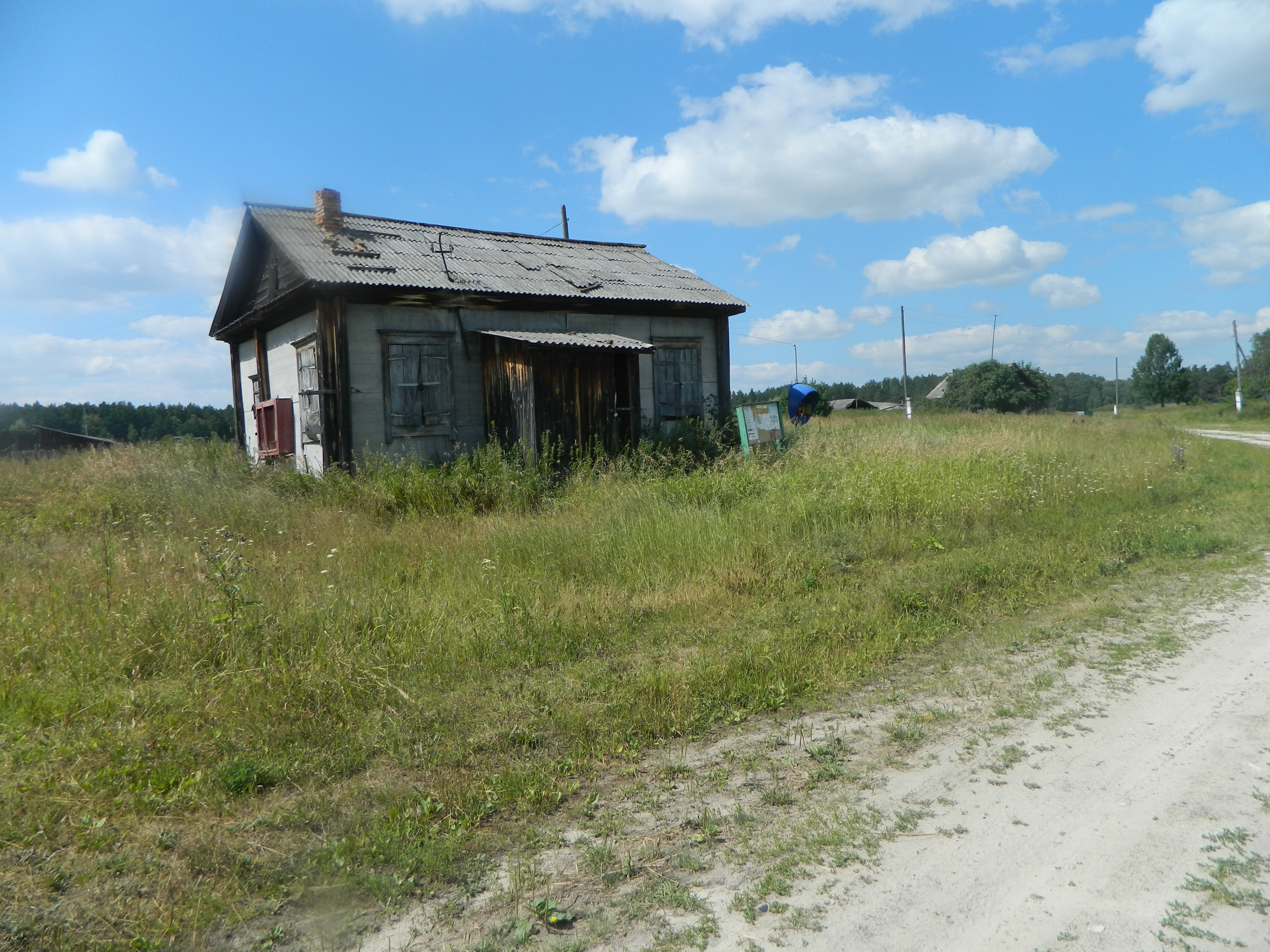
Деревня Суклём
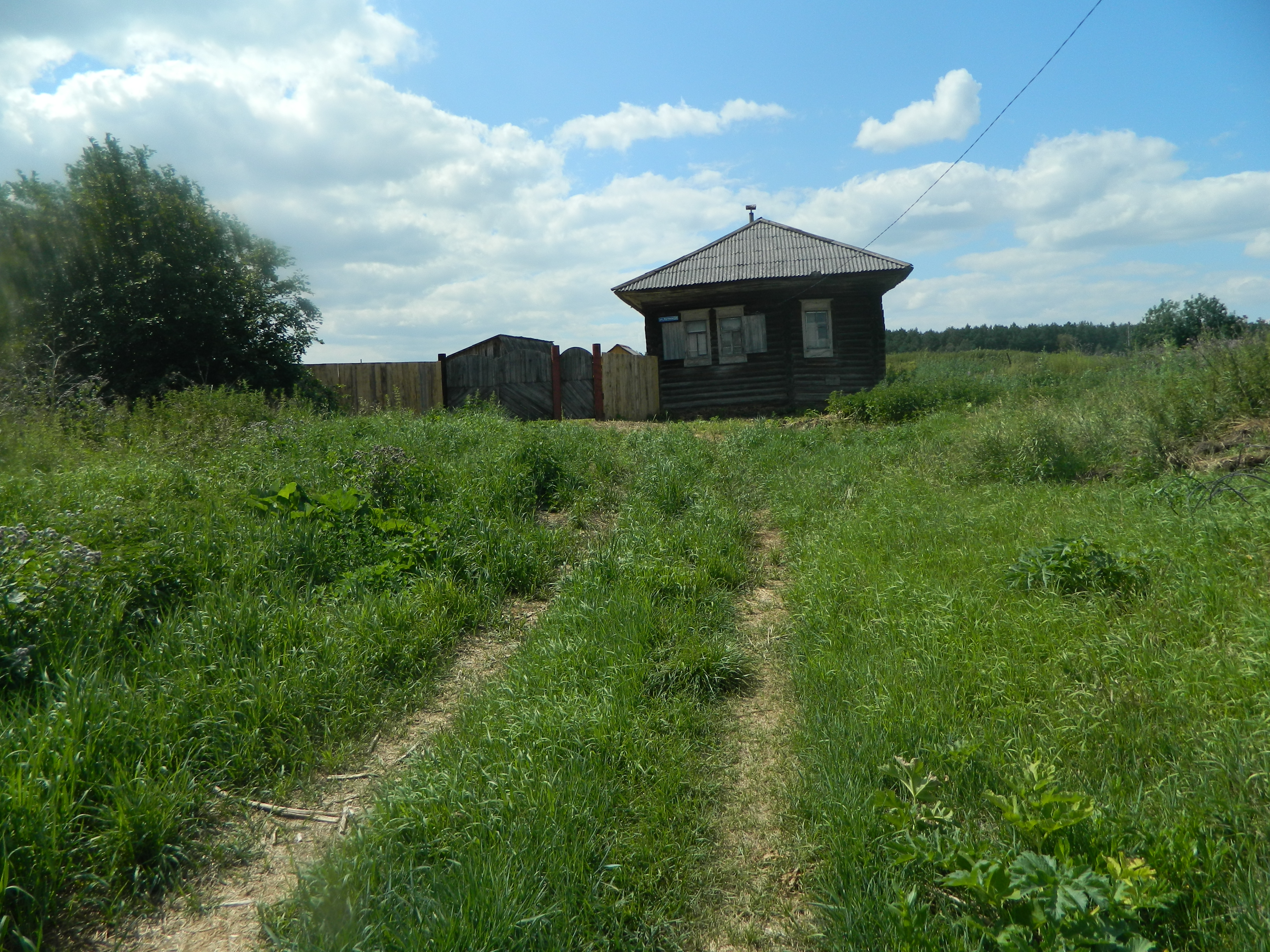
Деревня Суклём
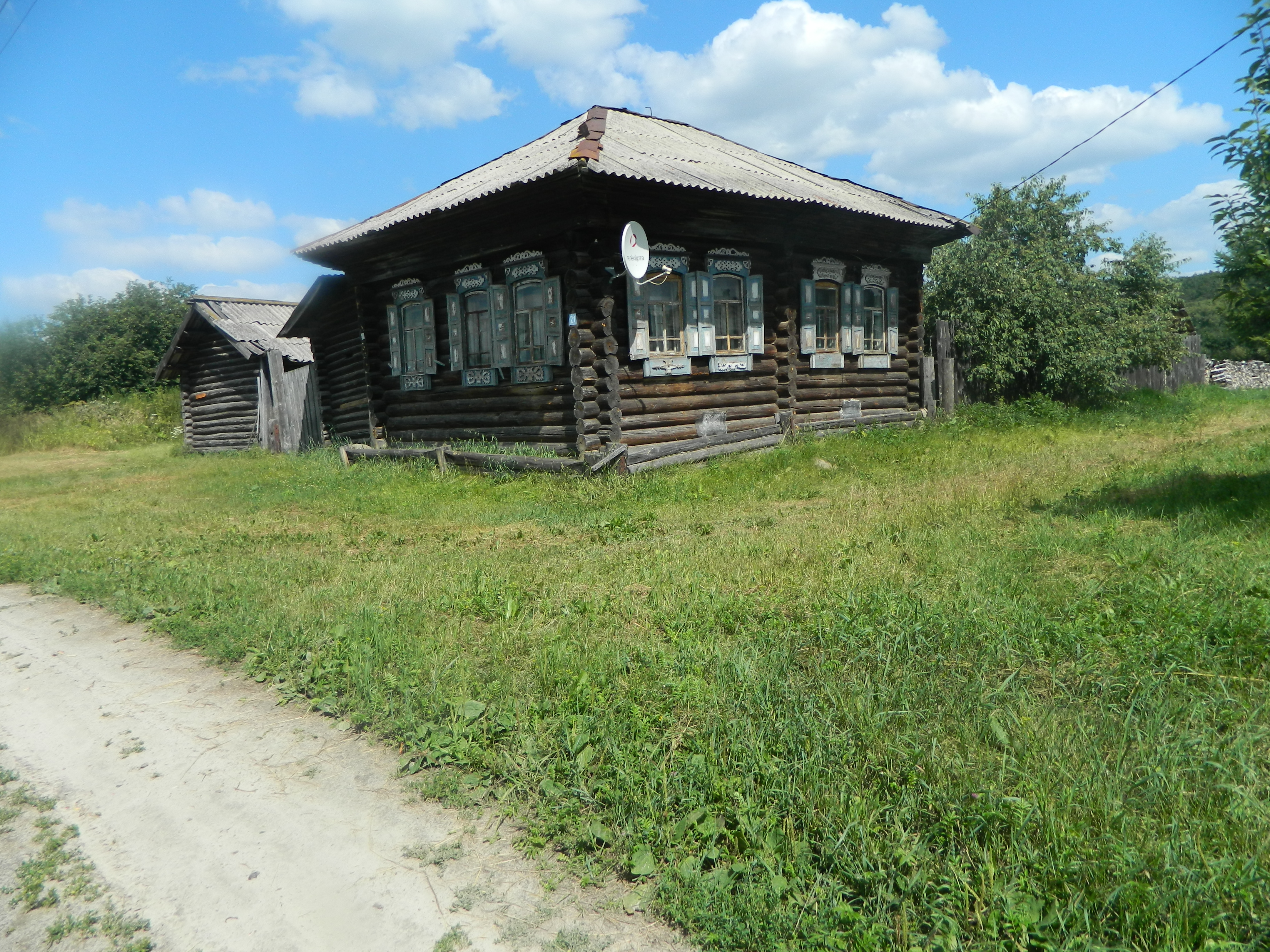
Деревня Суклём
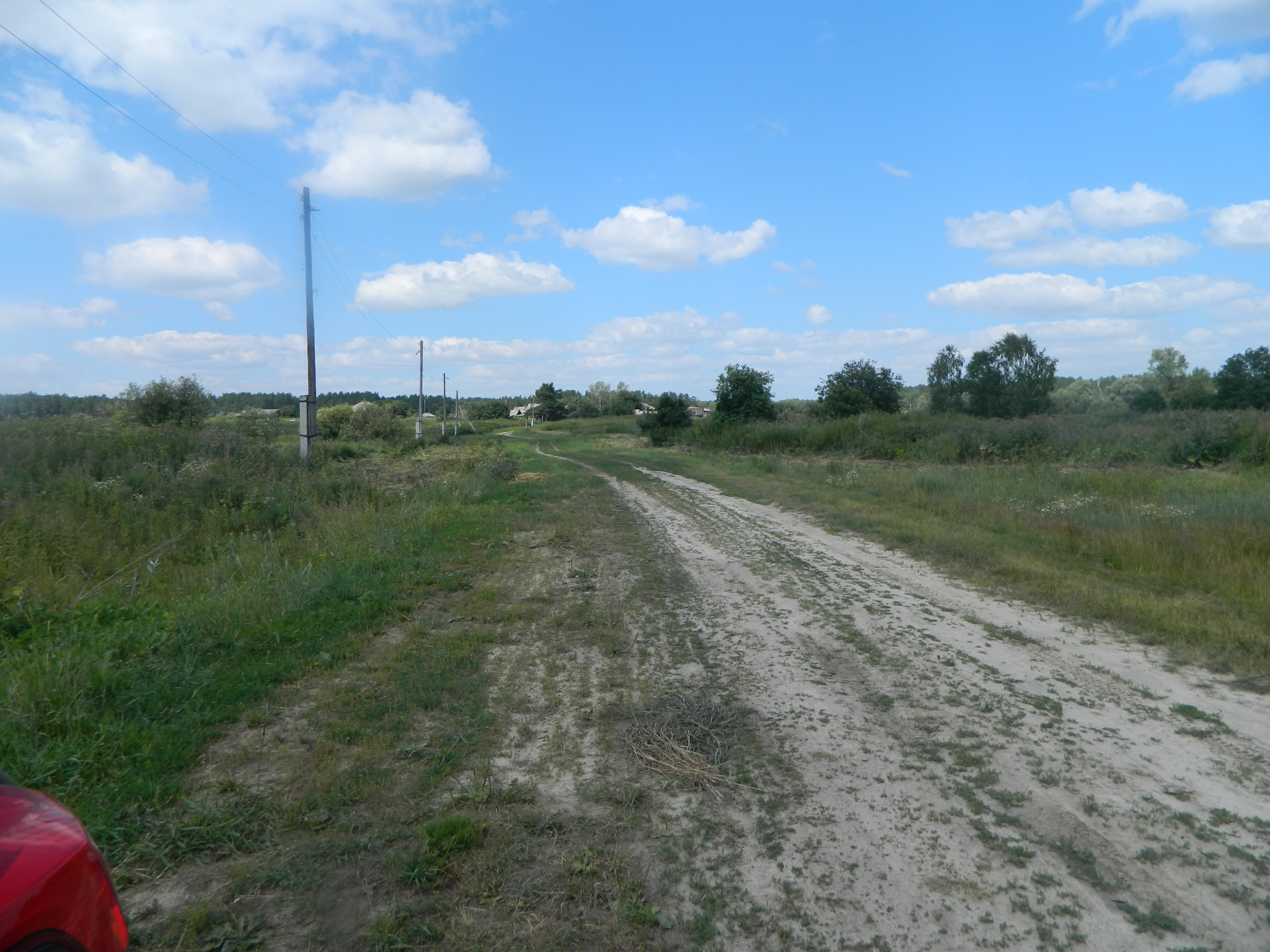
Деревня Суклём
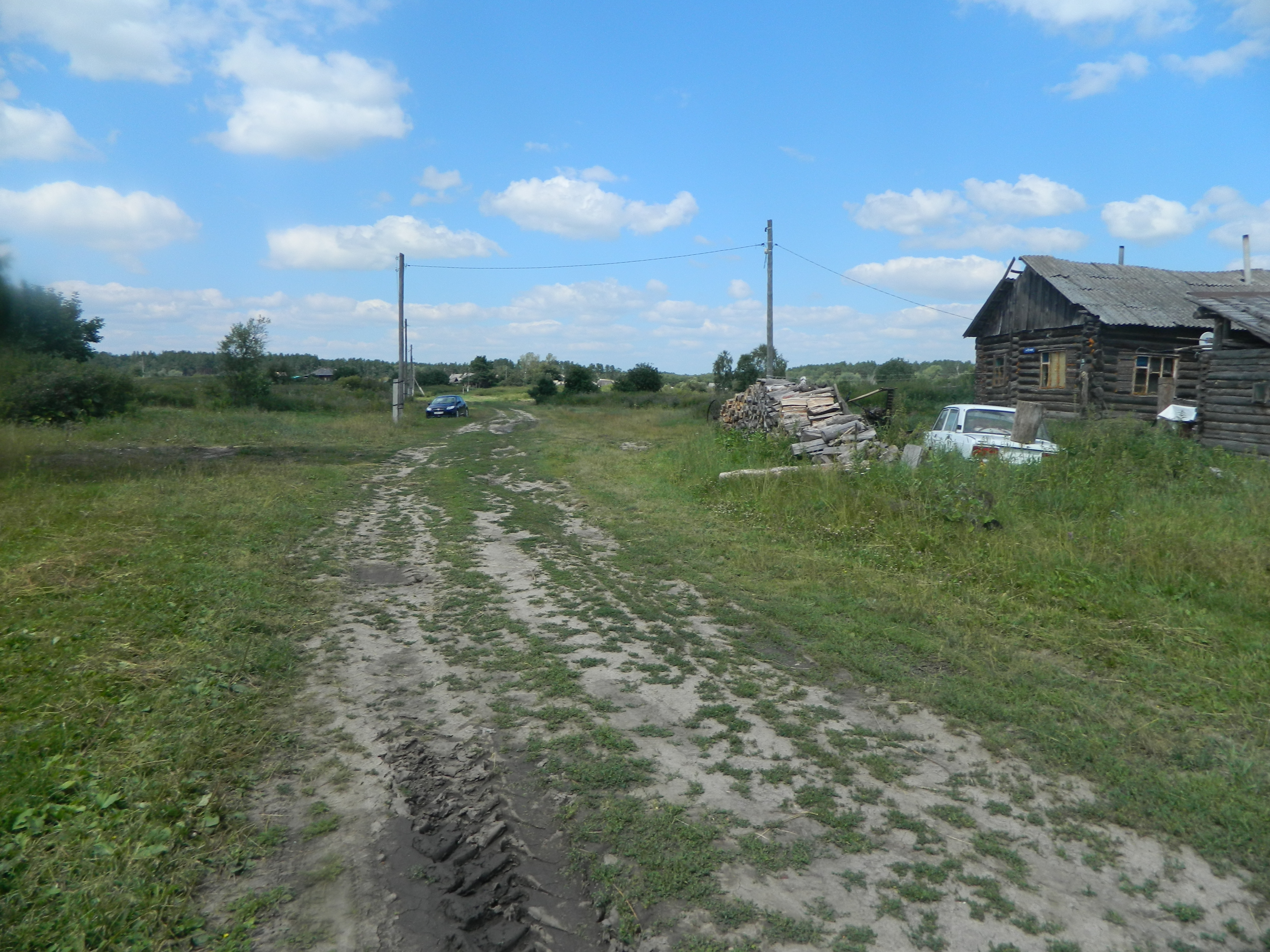
Деревня Суклём
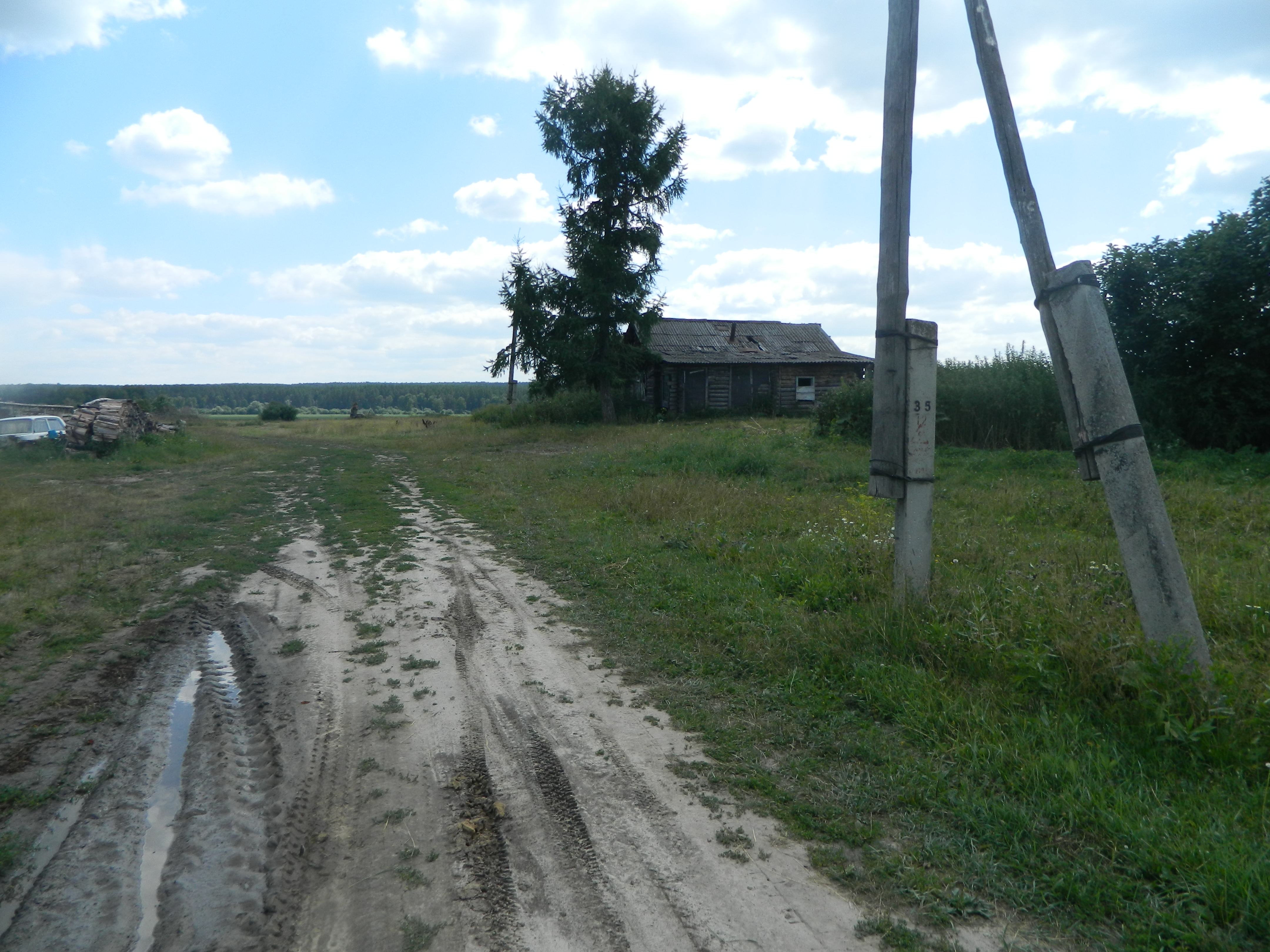
Деревня Суклём